# Рой Кийн
Рой Морис Кийн (на английски: Roy Maurice Keane) е ирландски футболист и треньор, роден на 10 август 1971 г. в Корк. Той е дългогодишен футболист и капитан на Манчестър Юнайтед, с който печели Шампионската лига, Междуконтиненталната купа, седем шампионски титли на Англия, четири ФА Къп и четири купи Комюнити Шийлд. Със Селтик става шампион на Шотландия и носител на Купата на лигата. Като треньор печели шампионата Чемпиъншип, английската втора дивизия. Освен това през 2000 г. е избран за Футболист на годината (от Асоциацията на футболните журналисти) и Играч на годината (от Асоциацията на професионалните футболисти). Участник е на Световното първенство в САЩ с отбора на Ирландия, на който също е капитан в продължение на дълги години. Играе на поста централен полузащитник. Известен е с твърдата си, на моменти груба игра.

## Клубна кариера

### Начални години
Кийн е роден в семейство от средната класа. Много от роднините му играят футбол в местни отбори. Докато тренира футбол в АФК Рокмаунт, Кийн се занимава и с бокс и дори печели няколко срещи в лигата на новаците, но кариерата му като футболист се оказва по-обещаваща, след като е избран за играч на годината още в първия си сезон в Рокмаунт. Въпреки това идва момент, в който нещата не изглеждат розови за него и не е одобрен за участие в детска формация на националния отбор, защото е прекалено дребен. Отпратен е и от няколко английски отбора. В крайна сметка през 1989 г. подписва с полупрофесионалния ирландски Коув Рамблърс. Там кариерата му тръгва нагоре като талантът и усърдието му в тренировките са забелязани от треньорите и Кийн дори често участва в мачове на юношеския и първия отбор в рамките на един уикенд. На един мач за юношеската купа на Ирландската футболна асоциация той е забелязан от скаут на английския Нотингам Форест, който му предлага да отиде на проби. Треньорът Брайън Клъф харесва Кийн и през лятото на 1990 г. ирландецът отива в отбора от Нотингам за сумата от 47 хил. паунда.

### Нотингам Форест
Кийн отначало играе за юношите на Нотингам, но скоро започва да играе и в дублиращия отбор, а дебютът му за първия отбор е през сезон 1990/91 срещу Ливърпул. Клъф остава доволен от първия мач на Кийн и го използва още няколко пъти през сезона. Клъф подкрепя Кийн в началото на престоя му не само на терена, но и извън него, тъй като престоят се оказва труден за Кийн, и той често му позволява да се прибира в Ирландия, за да се види със семейството си. За влиянието на треньора върху кариерата му Кийн казва: „Съветът на Клъф преди повечето мачове беше получаваш топката и я подаваш на някого с червена фланелка. Това е всичко, което се опитвах да правя в Нотингам Форест и Манчестър Юнайтед – да подавам и да се движа и дори направих добра кариера от това.“
Първият гол на Кийн в професионалния английски футбол е срещу Шефилд Юнайтед. През 1991/92 вече често е титуляр, заемайки мястото на национала Стийв Ходж. През този сезон отборът стига до финал за ФА Къп, загубен от Тотнъм, а Кийн отбелязва общо три гола в турнира. В един от мачовете, срещу Кристъл Палас, обаче прави груба грешка, която води до гол и загуба за Форест. Връщайки се в съблекалните ядосаният Клъф удря с юмрук Кийн по лицето и го сваля на пода, но ирландецът не остава с лоши чувства към човека, който му дава шанс да играе на най-високо ниво в Англия и отдава реакцията му на напрежението на треньорския пост. Година по-късно отборът отново играе финал като този път за Купата на лигата, но пак не успява да спечели трофей, губейки от Манчестър Юнайтед.
Добрите изяви на Кийн не остават незабелязани за големите английски отбори и през 1992 г. треньорът на Блекбърн Кени Далглиш му предлага да премине в неговия отбор след края на сезона. Нотингам се намира в битка за оцеляване и виждайки, че шансовете на отбора не са големи, Кийн подписва нов договор, този път с клауза за освобождаване, ако отборът изпадне. Тези дълго проточили се преговори се коментират надълго и нашироко във футболната общественост, а Клъф нарича Кийн „лакомо дете“ заради високите му финансови искания: „Кийн е най-добрият млад футболист в момента, но отборът няма да фалира заради него.“ Феновете на Нотингам обаче не са му обидени и го избират за играч на сезона заради себераздаването в мачовете. Въпреки него обаче отборът изпада и по силата на клаузата Блекбърн се договаря да го купи за 4 милиона паунда. В деня преди подписването на договора мениджърът на Манчестър Юнайтед Алекс Фъргюсън се обажда на Кийн и го пита дали иска да премине в Манчестър Юнайтед вместо в Блекбърн. Кийн разваля уговорката с Блекбърн и след две седмици подписва с Манчестър за 3,75 милиона паунда, което е рекордна трансферна сума за времето си. В своята скандална автобиография Кийн разказва за разговора си с ядосания и псуващ Кени Далглиш, след като му казва за промяната в плановете си.

### Манчестър Юнайтед
В началото на престоя на Кийн в Юнайтед става ясно, че въпреки голямата сума, платена за него, титулярното място в отбора не му е гарантирано. Брайън Робсън и Пол Инс си партнират много добре в центъра на терена и току-що са спомогнали за спечелването на първата шампионска титла от 26 години насам. Робсън обаче се контузва неколкократно и пропуска началото на сезона, а Кийн се възползва от възникналата възможност със серия от добри мачове и отбелязва два гола в дебюта в домакински мач срещу Шефилд Юнайтед на 18 август 1993 г., както и победния гол в дербито срещу Манчестър Сити три месеца по-късно, обръщайки мача от 2:0 до 2:3. Така още в първия си сезон в Манчестър Юнайтед Рой Кийн се превръща в титуляр, а освен това печели и първата си титла като професионален футболист, след като отборът става шампион на Англия. Две седмици по-късно Юнайтед печели и ФА Къп, първият дубъл за отбора.
Следващият сезон не е толкова успешен за Кийн, който в мач за ФА Къп получава първия си от общо 11 червени картони в Манчестър Юнайтед, след като стъпва върху Гарет Саутгейт от Кристъл Палас. Юнайтед губи както битката за първото място в първенството срещу Блекбърн, така и финала за купата срещу Евъртън. През лятото на 1995 г. в Манчестър Юнайтед настъпват промени. Опитни играчи, като Инс, Марк Хюз и Андрей Канчелскис, напускат отбора, а в състава се налагат младоци, като Дейвид Бекъм, Ники Бът и Пол Скоулс. Така Кийн остава единственият по-опитен играч в средата на терена. Юнайтед отново печели дубъл въпреки слабото начало на сезона. През следващия сезон Кийн пропуска доста мачове заради контузии и наказания.
След отказването от футбола на Ерик Кантона Кийн получава капитанската лента през сезон 1997/98, но пропуска по-голямата част от него заради скъсани кръстни връзки – контузия, която получава, докато се опитва да отнеме топката от Алф-Инге Халанд в мача срещу Лийдс Юнайтед от деветия кръг. Халанд се надвесва над него и го обвинява, че се е опитал да го контузи и само симулира собствена контузия, за да не бъде наказан от съдията. Четири години по-късно Кийн си отмъщава за това поведение на Халанд, контузвайки тежко норвежеца. Без Кийн Манчестър Юнайтед пропилява 11 точки преднина пред Арсенал и не успява да защити титлата си. Според много специалисти причина за това е именно липсата на капитана. Ирландецът изразява опасения, че контузията му е толкова тежка, че няма да може да играе отново, но той не само че е готов за старта на новия сезон 1998/99, но и играе по същия ефикасен начин както преди. Манчестър Юнайтед постига безпрецедентен требъл, спечелвайки Висшата лига, ФА Къп и Шампионската лига. Във втория полуфинал от Шампионската лига Юнайтед печели срещу Ювентус като гост с 3:2, след като до 11-ата минута губи с 2:0. Кийн вкарва първия гол и играе много добре през целия мач, а мнозина определят мача като най-добрия в кариерата му. Заради натрупани жълти картони Рой пропуска финала – нещо, което той определя като най-лошата му случка във футбола. По-късно през годината Кийн вкарва единствения гол при победата над Палмейрас за Междуконтиненталната купа.
Преди и по време на следващия сезон основна тема за разговор са проточващите се преговори за нов договор на Кийн. Отборът му предлага четиригодишен контракт за по 2 милиона паунда годишно, но той иска по три милиона, знаейки, че може да ги получи в италианските отбори, които се интересуват от него, като Ювентус, Интер и Лацио. По средата на сезона Юнайтед склонява на искането на играча. Нови признания за качествата на Кийн са престижните английски награди, които печели – Играч на годината и Футболист на годината, за първата избран от представители на Асоциацията на професионалните футболисти, а за втората от Асоциацията на футболните журналисти. В края на сезона отново печели шампионската титла.
През сезон 2000/01 Кийн се забърква в два скандала. Първо, след победата на отбора над Динамо Киев в Шампионската лига през декември 2000 г., критикува част от феновете на Юнайтед, защото не подкрепят отбора в моментите, в които Динамо владее играта:
| „ | При гостуванията нашите фенове са фантастични, бих ги нарекъл фанатични. Но при домакинствата изпиват няколко питиета, изяждат няколко сандвича, вероятно със скариди, и не осъзнават какво се случва на терена. Мисля, че някои от феновете, които идват на Олд Трафорд, не могат да спелуват „футбол“, да не говорим въобще да имат понятие от него. | “ |

Това изказване отприщва дебат за промяна на атмосферата на футболните стадиони, главно за откриване на безопасни трибуни за правостоящи, с по-евтини билети, където да стоят запалените фенове, а чрез медиите изразът prawn sandwich brigade (отряд на скаридените сандвичи, обозначава хората, които отиват на стадиона по фирмена линия и предпочитат да се наслаждават на корпоративното гостоприемство, а не да подкрепят някой отбор) навлиза в английския футболен речник.
Другият инцидент е отмъщението на Кийн срещу Алф-Инге Халанд, който вече е играч на Манчестър Сити. Пет минути преди края на мача между двата отбора Кийн влиза с бутоните напред в дясното коляно на Халанд. Кийн е наказан за три мача и глобен с 5000 паунда. След като автобиографията на Кийн излиза на пазара през август 2002 г., Футболната асоциация го наказва за още пет мача и го глобява със 150 000 паунда, защото в книгата ирландецът признава, че умишлено е искал да нарани Халанд:
| „ | Чаках достатъчно дълго. Изритах го доста силно. Може и да се каже, че играх за топката (така мисля). Така ти се пада, путьо. И никога повече не се надвесвай над мен да ми се подиграваш за симулирани контузии. Кажи на приятелчето ти Уедърол, че имам нещо и за него. Не изчаках г-н Елъри да ми покаже червен картон. Обърнах се и тръгнах към съблекалнята. | “ |

Халанд се отказва от футбола през 2002 г., но заявява на уебсайта си, че причината не е ударът на Кийн, а периодично появяващи се болки в другия крак, свидетелство за това е фактът, че Халанд играе за отбора си седмица след случката с Кийн, а след това отсъства от терените заради операция на левия крак.
През въпросния сезон Манчестър не печели нито една титла. В началото на следващия Алекс Фъргюсън наказва Кийн със 150 000 паунда и три мача извън отбора, защото удря с лакът Джейсън Макатиър от Съндърланд. По това време става ясно и решението на Футболната асоциация да накаже ирландеца за пет мача заради умишленото контузване на Халанд. Кийн използва тази принудителна пауза от осем мача, за да се подложи на операция бедрото си, която отлага от една година, през която играе на инжекции. Въпреки някои опасения, че тази контузия може да му коства кариерата, той се връща в игра през декември 2002 г. Докато се възстановява от операцията, Кийн преосмисля поведението си на терена и стига до извода, че честите му контузии и червени картони са резултат на безразсъдните му единоборства и избухванията му срещу противниковите играчи. Затова той става по-сдържан на терена и се опитва да избягва споровете. Това се отразява и на влиянието му в средата на терена. Въпреки това успява отново да изведе Юнайтед до шампионска титла.
Рой Кийн неочаквано напуска отбора по взаимно съгласие на 18 ноември 2005 г. Още преди началото на този сезон се появяват разногласия между него и Алекс Фъргюсън. Кийн недоволства от организацията и условията на тренировъчния лагер в Португалия. Шефовете на са доволни и от неизлъчено интервю от началото на ноември за клубния телевизионен канал след загубата с 4:1 от Мидълзбро – мач, който пропуска заради контузия. Кий остро критикува играчи, като Джон О'Шей, Алън Смит, Кийрън Ричардсън, Дарън Флетчър, и най-много най-скъпия по това време футболист на отбора Рио Фърдинанд:
| „ | Мислиш си, че си звезда само защото получаваш 120 000 паунда на седмица и си играл добре 20 минути срещу Тотнъм. Младите играчи бяха предадени от някои от по-опитните. Те просто не ги повеждат към победа. На отбора липсват играчи с характер. Изглежда, че в този отбор трябва да играеш слабо, за да получиш признание. Може би точно това трябва да правя, когато се върна на терена. Да играя слабо. | “ |

Две седмици по-късно, след нов скандал с Фъргюсън, се стига до споразумението да напусне отбора, както и Манчестър да му организира бенефисен мач. За дванадесет и половина сезона в Юнайтед Кийн печели девет големи трофея, което го прави най-успешният капитан на отбора.

### Селтик
На 15 декември 2005 г. Кийн подписва договор със Селтик – отборът, на който симпатизира като дете. За новия си отбор обаче играе само до края на първенството, спечелвайки шампионата и купата на Шотландия. Той обявява отказването си от футбола на 12 юни 2006 г., следвайки съвета на доктора на Селтик и хирурга, който оперира бедрото му.
Бенефисният му мач се състои на 9 май 2006 г. на Олд Трафорд и е между отборите на Селтик и Манчесътр Юнайтед. Играе по едно полувреме за двата отбора, а на стадиона присъстват 69 591 зрители – рекордна посещаемост на бенефисен мач в Англия. Всичките постъпления от мача са дарени на подкрепяната от Кийн фондация за обучение на кучета за слепи.

## Национален отбор
Рой Кийн винаги е имал спорове с треньорите и ръководството на националния отбор. Още при дебюта му за младежкия отбор срещу Турция през 1991 г. той недоволства от организацията и подготовката за мача. В друг случай отказва да пътува за мач в Алжир, за да е на разположение на клубния си отбор Нотингам, въпреки заплахата на треньора Джак Чарлтън, че ако го направи, повече няма да играе за Ирландия. Следващата година обаче отново получава повиквателна. Кийн критикува Чарлтън, че разчита повече на пресата и директните отигравания, отколкото на уменията на играчите. Напрежението между двамата достига връхната си точка, когато през 1991 г. по време на турнир в САЩ отборът получава свободна вечер, а на другата сутрин след пиянски запой със Стийв Стаунтън Кийн закъснява с половин час за заминаването на отбора.
Въпреки всичко Чарлтън взима Кийн в състава за Световното първенство в САЩ през 1994 г. Кийн играе във всичките четири мача, включително и победата с 1:0 над бъдещия финалист Италия и е избран за най-добър ирландски играч на турнира. Въпреки отпадането на осминафинал срещу Нидерландия, представянето на Ирландия се счита за успех, но Кийн не се включва в тържествата след турнира, защото според него представянето на Ирландия е било разочароващо и няма какво да се празнува.
Кийн пропуска важните мачове от квалификационния цикъл за Световното във Франция през 1998 заради тежката си контузия, но по-късно като капитан извежда отбора до бараж срещу Турция за класиране на Евро 2000 в Белгия и Нидерландия.
Ирландия успява да се класира за Световното през 2002 г. в Япония и Южна Корея благодарение и на многото добри мачове на Кийн. Той обаче не пропуска да си покаже рогата по време на тренировъчния лагер преди първенството, стигайки до скандал, наречен „Случката в Сайпан“, който води до отстраняването му от отбора. Още на първата тренировка Кийн недоволства, защото екипировката на отбора закъснява и тренировката е непълноценна, игрището е като „паркинг“, а треньорът Мик Маккарти му е обещал, че скучните и непрофесионално проведени тренировки от времето на Джак Чарлтън няма да се повтарят. След като на втория ден се скарва с треньора на вратарите Пат Бонър и третия вратар Алан Кели, Кийн обявява, че е взел решение да се върне в Манчестър. Маккарти обаче успява да го убеди да остане. Страстите обаче се успокояват само за кратко време, защото малко след това Кийн дава интервю, в което изразява недоволството си от условията в лагера и изброява причините, накарали го да иска да го напусне. Маккарти решава да го порицае пред отбора и треньорското ръководство, но Кийн не желае да си промени мнението, заявявайки, че в интервюто е казал само неща, които смята за истина и че ирландските фенове заслужават да знаят какво се случва в лагера. След това в типичен стил казва на треньора си какво мисли за него:
| „ | Мик, ти си лъжец... ти си шибано копеле. Не те уважавах като играч, не те уважавам като треньор и не те уважавам като личност. Ти си шибано копеле. Можеш да си завреш Световното първенство отзад. Единствената причина да имам някакви взаимоотношения с теб е, че по някаква причина си треньор на страната ми! | “ |

Никой от съотборниците му не подкрепя Кийн в този момент, но по-късно на четири очи някои играчи го правят. Ветераните Ниъл Куин и Стийв Стаунтън застават зад треньора Маккарти, който на пресконференция след случката обявява, че е решил да отстрани Кийн от отбора.

## Треньорска кариера

### Съндърланд
През август 2006 година Кийн подписва първия си договор като мениджър – на Съндърланд, тогава играещ във втория ешелон на английското първенство – Чемпиъншип. Още същия сезон отборът успява да спечели промоция в Премиършип. През сезон 2007/08 Съндърланд завършва на 15-о място, на три точки над зоната на изпадащите отбори. На 4 декември 2008 Кийн напуска Съндърланд, когато отборът се намира на 18-о място в класирането.

### Ипсуич Таун
Няколко месеца по-късно, на 23 април 2009 г., Кийн е назначен за мениджър на отбора от Чемпиъншип Ипсуич Таун. Рой Кийн е уволнен от Ипсуич Таун на 7 януари 2011 след седем загуби в девет мача.

## Успехи

### Като играч
Нотингам Форест
- Фул Мембърс Къп – 1992

 Манчестър Юнайтед
- Шампион – 1994, 1996, 1997, 1999, 2000, 2001, 2003
  - Вицешампион – 1995, 1998
- ФА Къп – 1994, 1996, 1999, 2004
  - Финалист – 1995, 2005
- Комюнити Шийлд – 1993, 1996, 1997, 2003
  - Финалист – 1998, 1999, 2000, 2001, 2004
- Шампионска лига – 1999
- Междуконтинентална купа – 1999

 Селтик
- Шампион – 2006
- Купа на лигата – 2006

 Ирландия
- САЩ '94 – осминафинал

Индивидуални награди
- Футболист на годината – 2000
- Играч на годината – 2000
- Английска футболна зала на славата – 2004
- ФИФА 100

### Като треньор
Съндърланд
- Шампион на Чемпиъншип – 2007